# Стиллуотер (город, Миннесота)
Стиллуотер (англ. Stillwater) — город в округе Вашингтон, штат Миннесота, США. На площади 23,3 км² (16,8 км² — суша, 2,2 км² — вода), согласно переписи 2010 года, проживают 18 225 человек. Плотность населения составляет 353,6 чел./км².
- Телефонный код города — 651
- Почтовый индекс — 55082, 55083
- FIPS-код города — 27-62824[1]
- GNIS-идентификатор — 0652642[2]